# Медоїд (рід)
Медоїд (Mellivora) — рід хижих ссавців із родини мустелових. Медоїд — єдиний сучасний представник як роду Mellivora, так і підродини Mellivorinae. Викопні види знайдено в Африці, на півдні Азії, на півдні Європи.
Рід Mellivora, ймовірно, розвинувся від більш примітивного Promellivora punjabiensis в Індії (який раніше класифікувався як Mellivora punjabiensis). Mellivora benfieldi вважається ймовірним предком живого медоїда.

## Систематика Mellivorinae
Підродина Mellivorinae
Рід Mellivora
Види: M. capensis, †M. benfieldi, †M. sivalensis
Рід †Promellivora
Вид P. punjabiensis
Рід †Ekorus
Вид: E. ekakeran
Рід †Eomellivora
Види: E. fricki, E. hungarica, E. ursogulo, E. piveteaui, E. tugenensis, E. wimani
Рід †Hoplictis
Види: H. grangerensis

## Галерея

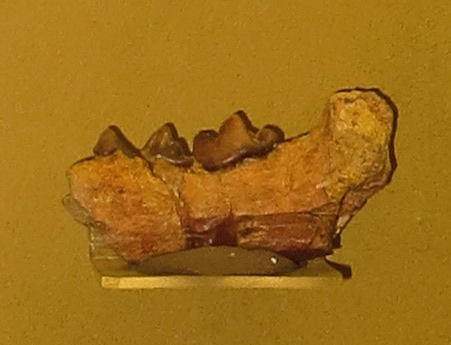
Нижня щелепа M. benfield